# Brigada de Belfast (IRA)
La Brigada de Belfast del Ejército Republicano Irlandés (IRA) se formó en marzo de 1921 durante la Guerra de Independencia de Irlanda, cuando el IRA fue reorganizado. Joe McKelvey fue nombrado comandante de la Tercera División del Norte, responsable de Belfast y sus alrededores. Había tres batallones dentro de la Brigada, el 1.º en el oeste de Belfast, el 2.º en el norte de Belfast y el 3.º en el este de Belfast. La mayoría de los ataques de la Brigada a las fuerzas de la Corona fueron llevados a cabo por una Unidad de Servicio Activo dentro del 1.er Batallón, dirigida por Roger McCorley. McCorley y Seamus Woods eran líderes de una Unidad de Servicio Activo del IRA muy activa en Belfast (compuesta por 32 hombres) que tenía como objetivo a la Real Policía Irlandesa (RIC), la división Auxiliar y los Black and Tans.
La Brigada tuvo su auge durante el período comprendido entre el final de las hostilidades entre el IRA y las fuerzas británicas en julio de 1921 y el estallido de la guerra civil irlandesa en junio de 1922. Durante este tiempo, Michael Collins, jefe del nuevo Estado Libre Irlandés, envió armas y dinero al IRA en Belfast en un esfuerzo por desestabilizar la recién creada Irlanda del Norte. En mayo de 1922, el IRA en Belfast poseía más de 600 rifles. La Brigada Llevó a cabo muchos ataques contra las fuerzas británicas y de Irlanda del Norte durante este período. Además, a menudo se realizaba la tarea de intentar defender las zonas católicas de Belfast de los ataques de las fuerzas leales del Úlster y del estado. Pero además de la defensa, la Brigada también fue culpable de asesinatos de protestantes y el atentado con bombas en tranvías que transportaban a trabajadores protestantes a lugares de trabajo que habían expulsado a los católicos.
En mayo de 1922, el IRA en Belfast asesinó al diputado del Partido Unionista del Úlster, William Twaddell. En respuesta, al día siguiente, el gobierno UUP de Irlanda del Norte internó a más de 200 republicanos irlandeses en Belfast y 350 en toda Irlanda del Norte. En 1923, más de 750 hombres del IRA fueron internados. Gran parte de estos prisioneros fueron encerrados en el barco HMS Argenta.

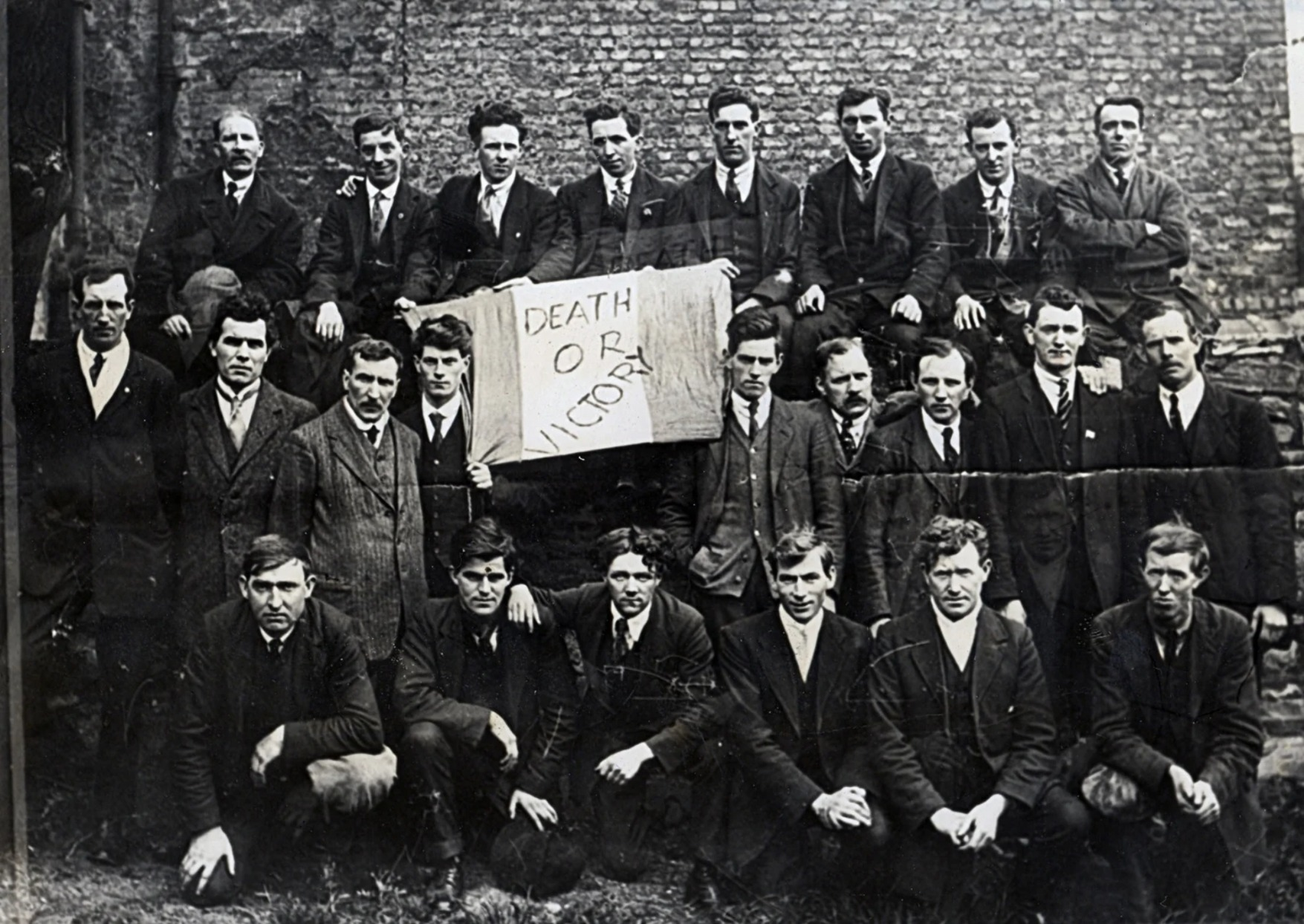
Huelga de hambre de Belfast liberada en mayo de 1920

Este fue un golpe dañino para la Brigada de Belfast, pero más dañino aún fue el estallido de la guerra civil irlandesa el 28 de junio. Esto significó que el IRA en el sur de Irlanda estaba dividido en facciones en guerra. Además, la ayuda que el gobierno del Estado Libre había prestado al IRA del norte se cortó después de la muerte de Michael Collins en agosto de 1922. El líder de la Brigada de Belfast, Roger McCorley, declaró "Cuando Collins fue asesinado, el elemento del norte (del IRA) perdió toda esperanza". Además de esto, Joe McKelvey, el líder del IRA en Belfast, abandonó la ciudad para ponerse del lado del IRA Anti-Tratado en la guerra civil. Fue capturado y posteriormente ejecutado por el Estado Libre. La mayoría de los demás líderes del IRA en Belfast apoyaron el Tratado Anglo-Irlandés, ya que estaban convencidos de que en última instancia daría como resultado una Irlanda unida e independiente. Además, más de 1.000 hombres del IRA en Belfast tuvieron que huir de Irlanda del Norte para escapar de la represión allí y alrededor de 500 de ellos fueron reclutados en el Ejército Nacional pro-tratado durante la guerra civil.
Como resultado de estos factores, el IRA en Belfast durante la guerra carecía de la voluntad y los recursos para montar una nueva campaña armada. Sin embargo, es notable que la Brigada haya desarrollado un "escuadrón protestante", una unidad de inteligencia, reclutada en gran parte por John Graham, un devoto de la Iglesia de Irlanda, del Úlster Union Club de Denis Ireland.
Mientras Graham y otros en el comando de Belfast continuaban debatiendo los méritos de una nueva campaña en el norte, en abril de 1942 una acción de distracción llevó a la RUC a un tiroteo en Cawnpore Street. Un agente de policía, Thomas James Forbes, fue asesinado, como consecuencia de lo cual seis de los ocho miembros de la unidad activa fueron condenados a la horca. Al final todos menos uno fueron indultados. El 2 de septiembre de 1942, Tom Williams, un muchacho de diecinueve años, fue ahorcado, el primer y único republicano irlandés ejecutado judicialmente en el Norte.
En la campaña de la Frontera del IRA de la década de 1950, no hubo acciones en Belfast, hubo, como el nombre de la operación lo dice, en la frontera de Irlanda del Norte e Irlanda.
Fue necesaria la formación del IRA Provisional y su Brigada de Belfast en 1969 para que los republicanos volvieran a estar en condiciones de llevar a cabo atentados en la capital de Irlanda del Norte. El IRA Oficial también tenía una brigada en Belfast comandada por el republicano Billy McMillen, al igual que los Provisionales, llevó a cabo una campaña de guerrillas contra las fuerzas británicas en Irlanda, pero pidieron un alto el fuego en mayo de 1972, pero aun así llevaron a cabo un puñado de ataques en los tres años siguientes, también se involucraron en una disputa con los Provisionales, 11 personas murieron en la disputa y muchas más resultaron heridas, la gran mayoría de los ataques de ambas brigadas ocurrieron en Belfast.
El IRA de la década de 1920 en Belfast creó el tema de la canción Belfast Brigade.